# KS-23
A KS-23 é uma escopeta soviética desenvolvida para uso policial.
KS significa "Karabin Spetsialniy" ("carabina especial" em russo), e 23 se refere ao diâmetro do cano de 23mm, o que a torna uma das escopetas mais poderosas. Devido ao fato de possuir cano de alma raiada, é designada oficialmente como uma carabina.

## História
A escopeta foi projetada para suprimir rebeliões prisionais. Foi desenvolvida em 1981 pela TsNIITochMash para o Ministério do Interior (MVD), e passou a ser utilizada por várias forças da MVD a partir de meados da década de 1980.

## Munição
A KS-23 foi criada com a capacidade de disparar vários tipos diferentes de munição:
- "Shrapnel-10" («Шрапнель-10»): munição de chumbo grosso com alcance efetivo de 10 metros.
- "Shrapnel-25" («Шрапнель-25»): munição de chumbo grosso com alcance efetivo de 25 metros.
- "Barrikada" («Баррикада», "Barricada"): cartucho com projétil de aço sólido capaz de destruir o bloco do motor de um carro a até 100 metros.[5]
- "Volna" («Волна», "Onda"): versão inerte do cartucho usada para educação e prática durante o treinamento.
- "Volna-R" («Волна-Р», "Onda"): cartucho com bala de borracha menos letal.
- "Strela-3" («Стрела-3», "Flecha"): cartucho com bala de plástico menos letal.
- "Cheremukha-7" («Черёмуха-7», "Azereiro-dos-danados"-7): granada de gás lacrimogêneo com agente CN.
- "Siren'-7" («Сирень-7», "Lilás"): granada de gás lacrimogêneo com agente CS.
- "Zvezda" («Звезда», "Estrela"): munição de atordoamento.
- PV-23 (ПВ-23): granada de festim.

Mais tarde, dois morteiros de boca adicionais foram produzidos, o Nasadka-6 de 36 mm e o Nasadka-12 de 82 mm, trazendo consigo vários novos tipos de munição:
- Granada de festim para ser usado com morteiros de boca
- Granada de gás lacrimogênio 36 mm "Cheremukha-6"
- Granada de gás lacrimogênio 82 mm "Cheremukha-12" de "alta eficiência" para uso em áreas abertas

## Variantes

### KS-23
A KS-23 original foi desenvolvida em conjunto pela NIISpetstekhniki da MVD e TsNIITochmash em 1981, e foi adotada pela polícia soviética em 1985. O cano da arma tem 510 mm de comprimento e a arma 1.040 mm. A KS-23 possui um carregador tubular sob o cano com capacidade para três cartuchos, sendo que um deles está na câmara, o que dá à arma uma capacidade máxima de quatro cartuchos. O alcance efetivo da arma é de 150 m.

### KS-23M
A KS-23M foi desenvolvida com base na KS-23 e seu desenvolvimento começou em outubro de 1990. Vinte e cinco carabinas foram submetidas a testes em 10 de dezembro de 1991. Após isso, a vencedora, então designada S-3, tornou-se a KS-23M e foi aceita para uso pela polícia e pelas Tropas Internas Russas.
A KS-23M inclui uma coronha de arame destacável e um cano mais curto, ao contrário da coronha fixa de madeira da KS-23 padrão. A arma ainda possui câmara de 23 mm. Seu comprimento total com a coronha é de 875 mm, sem ela, 650 mm, e o cano tem 410 mm. O alcance efetivo da arma é de 150 m.

### KS-23K
A KS-23K é uma KS-23 redesenhada de configuração bullpup. Em 1998, foi adotada pelo Ministério do Interior (MVD).
O desenvolvimento e a adoção desta carabina foram motivados pelo fato de que nas configurações da KS-23 e KS-23M uma grande desvantagem observada era que o carregador tubular não permitia recarregar rapidamente ou alterar o tipo de munição sendo usado, devido a isso, uma grande mudança de projeto para a KS-23K é que ela possui um carregador de cofre estendido destacável que contém sete cartuchos em vez dos três cartuchos vistos nos outros modelos.

### TOZ-123
É a versão da KS-23 para o mercado civil. É fabricada pela Tulsky Oruzheiny Zavod, apresenta um cano de alma lisa e utiliza calibre 4 padrão. A primeira foi produzida em 1995. É legal como escopeta de caça civil na Rússia desde agosto de 1996.

## Usuários
- Armênia:[10]
- Cazaquistão: guardas prisionais[11]
- Coreia do Norte:[12]
- Rússia: Serviço de Guarda de Fronteiras da Rússia[13]
- União Soviética
- Uzbequistão:[14]
- Ucrânia:[15]